# Hilara leucogyne
Hilara leucogyne är en tvåvingeart som beskrevs av Frey 1952. Hilara leucogyne ingår i släktet Hilara och familjen dansflugor. Inga underarter finns listade i Catalogue of Life.